# Jüdischer Hochzeitsring (Erfurt)

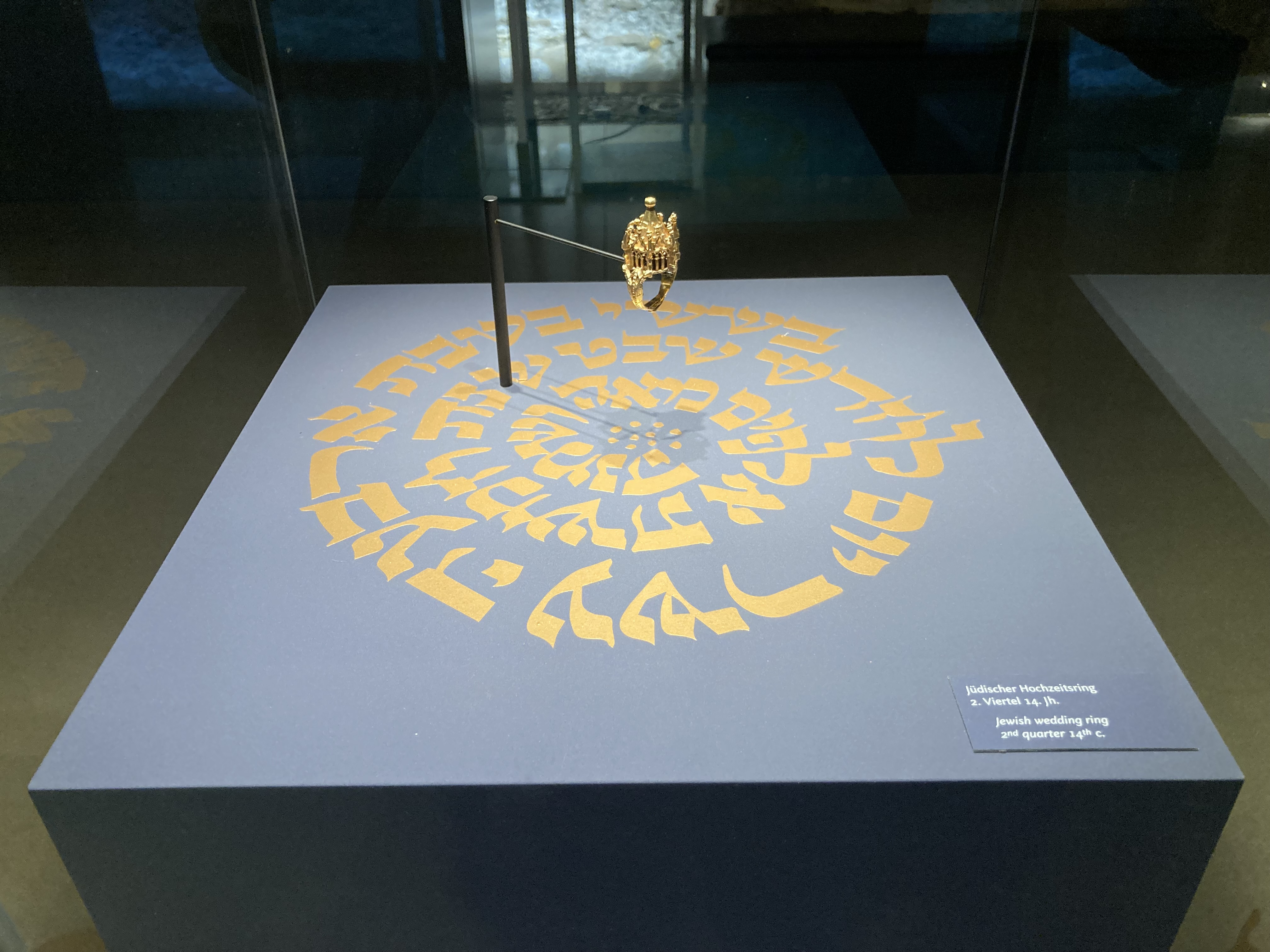
Jüdischer Hochzeitsring, ausgestellt in der Alten Synagoge Erfurt

Der Jüdische Hochzeitsring gilt als das wichtigste von über 600 Einzelstücken im so genannten Jüdischen Schatz von Erfurt. Er wird im Museum Alte Synagoge Erfurt ausgestellt und ist in stilisierter Form das Logo dieses Museums.
Es handelt sich um einen goldenen Ring mit einem Tempel auf der Oberseite, insgesamt 4,7 cm hoch. Datiert wird er ins frühe 14. Jahrhundert.
Dieser Ring wurde nicht im Alltag getragen, sondern nur bei der Hochzeitszeremonie auf den Zeigefinger der Braut gesteckt. Der Halacha gemäß besteht er aus reinem Gold ohne eingelegte Schmucksteine. Solch ein Ring war wohl nicht im Besitz einer einzelnen Familie, sondern gehörte der jüdischen Gemeinde, so dass er bei allen Hochzeiten in der Synagoge Verwendung finden konnte.
Auf der Unterseite des breiten Reifs sind zwei ineinander gelegte Hände zu sehen als Symbol ehelicher Treue.
Auf der Oberseite ist der Ring von einem fein gearbeiteten Tempel auf hexagonaler Grundfläche mit gotischen Arkaden geschmückt, das von zwei Greifen bzw. „stilisierten Drachen mit seitlich abgespreizten Flügeln, einem zackigen Rückenkamm und spitzen Ohren, […] mit Kopf und Vorderläufen“ gehalten wird. Die sechs glatten Dachflächen tragen die hebräischen Buchstaben מזלטוב , d. h. Masel tov, wörtlich: „Gutes Schicksal“, im übertragenen Sinne: „Viel Glück!“ als traditioneller Glückwunsch bei aschkenasischen Hochzeiten. In dem Tempel befindet sich eine kleine goldene Kugel, die beim Bewegen des Ringes einen leisen Klang erzeugt.
Der Tempel ist ein typisches Motiv auf jüdischen Hochzeitsringen; er symbolisiert den Jerusalemer Tempel.
Folgende vergleichbare Ringe sind bekannt:
- Goldener Ring mit Emaileinlagen aus dem Schatz von Colmar
- Silberner Ring aus dem Schmuckfund von Weißenfels
- Goldener Ring aus der Schatzkammer der Residenz München, um 1500: auf dem Ring umlaufende Inschrift מזל טוב, Aufsatz in Gestalt eines gotischen Türmchens